# Michael Loeb

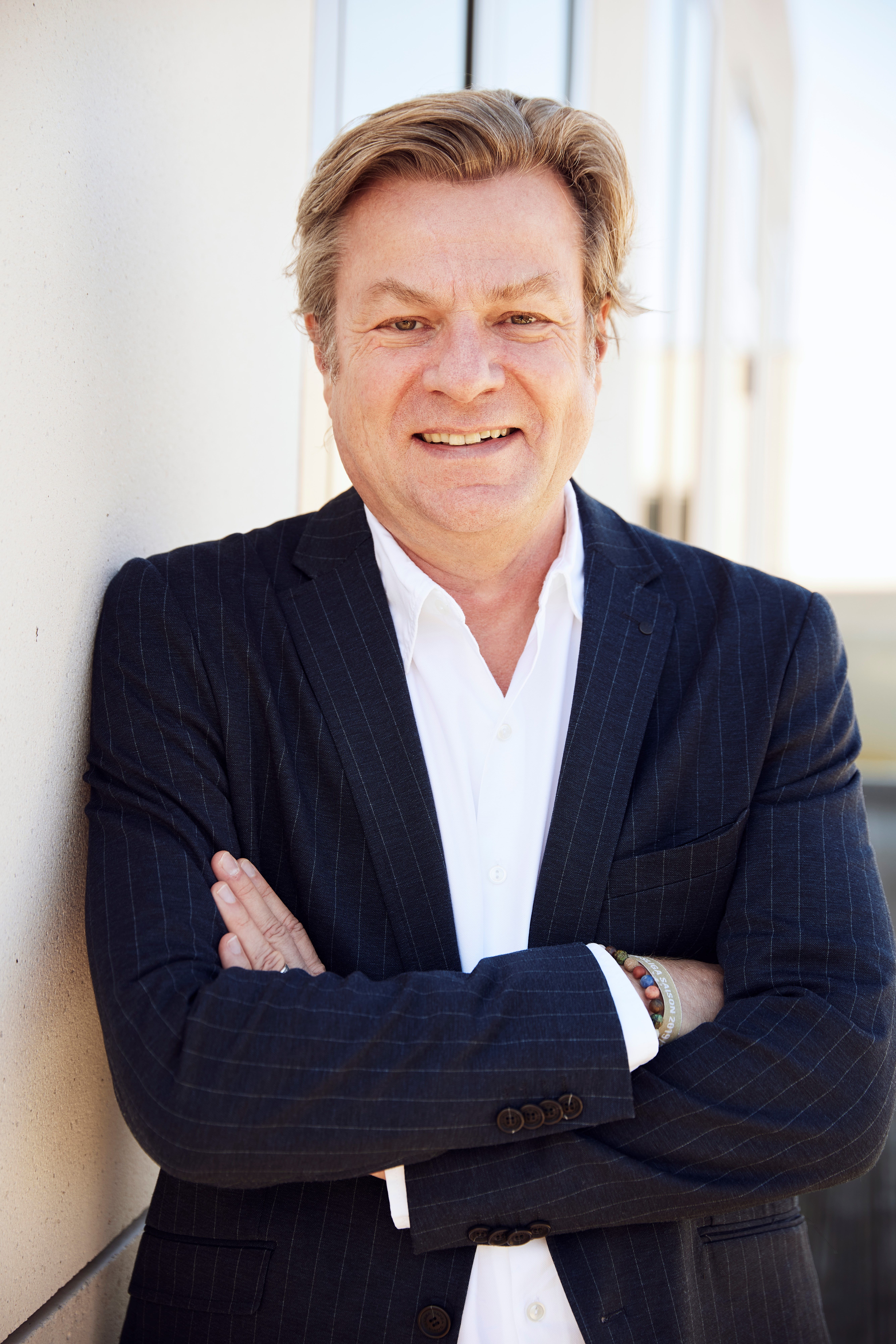
Michael Loeb

Michael Loeb (* 1. August 1963 in Köln) ist ein deutscher Medien-Manager. Seit Juli 2008 leitet er als Geschäftsführer die WDR mediagroup.

## Werdegang
Michael Loeb studierte von 1985 bis 1991 Rechtswissenschaften an den Universitäten Mannheim und München. Von 1991 bis 1994 war er als Rechtsreferendar in Bonn und von 1994 bis 1999 als Volljurist im Justitiariat des Westdeutschen Rundfunks (WDR) tätig, bevor er in die Geschäftsleitung der WDR mediagroup wechselte. Nebenamtlich war er von 2007 bis 2008 Geschäftsführer der Produktionsfirma Colonia Media GmbH. Im Juli 2008 übernahm Loeb die Geschäftsführung der WDR mediagroup GmbH in Köln, seit März 2017 ist er Sprecher der Geschäftsführung. Seit 2020 ist Michael Loeb zusätzlich Geschäftsführer der ARD Plus GmbH, einer Tochter der WDR mediagroup. In weiterer Funktion ist Loeb noch Vorsitzender der Gesellschafterversammlung, sowohl bei der Bavaria Film GmbH, als auch bei der ARD Media GmbH (bis September 2024).
Seit Oktober 2024 ist er Vorsitzender der ARD-Werbung, dem Zusammenschluss aller ARD-Werbegesellschaften.